# Trochalus obtusidens
Trochalus obtusidens är en skalbaggsart som beskrevs av Max Quedenfeldt 1884. Trochalus obtusidens ingår i släktet Trochalus och familjen Melolonthidae. Inga underarter finns listade i Catalogue of Life.